# Huelgoat
Huelgoat é uma comuna francesa na região administrativa da Bretanha, no departamento Finisterra. Estende-se por uma área de 14,89 km². Em 2010 a comuna tinha 1 436 habitantes (densidade: 96,4 hab./km²).